# Promessa (álbum de Marco Aurélio)
Promessa é o segundo álbum de estúdio do cantor gospel Marco Aurélio, lançado pela MK Music em 1995.
Em 2018, foi considerado o 48º melhor álbum da década de 1990, de acordo com lista publicada pelo Super Gospel.

## Faixas
1. Promessa (Vou voar) (Marco Aurélio) - 05:25
2. O Choro Dura Uma Noite (Eraldo Cavalcante) - 03:19
3. Perdão (Marco Aurélio) - 03:59
4. Jesus (Marco Aurélio) - 03:33
5. Estou Contigo (Marco Aurélio) - 04:06
6. Anjos de Deus (Elizeu Gomes) - 03:00
7. Confissão (Marco Aurélio) - 03:24
8. Te Sirvo Por Amor (Marco Aurélio) - 03:30
9. Pai de Amor (Marco Aurélio) - 03:38
10. Jesus Quer Te Libertar (Marco Aurélio) - 03:06

## Ficha Técnica
- Arranjos e Produção musical: Jorge Aguiar
- Teclados Rolland, JV 1000, KORG 01W, Vintage: Jorge Aguiar
- Guitarra: Pablo Chies
- Sax e Flauta: Jairo Manhães
- Bandolim: Elsio
- Acordeon: Agostinho Silva
- Vocal: Plena Paz (Tuca, Marco e Marcelo)
- Gravação e mixagem: Ernani e Jorge Aguiar
- Participação especial na música "Por amor": Gastão Martins
- Gravado no Studio Hyt - Verão 1994/95
- Foto: Dario Zalis
- Programação visual: Marina de Oliveira